# كوكو هو
كوكو هو (بالإنجليزية: Coco Ho)‏ هي مركمجة أمريكية، ولدت في 28 أبريل 1991 في هونولولو في الولايات المتحدة.

## وصلات خارجية
- الموقع الرسمي
- كوكو هو على موقع الرابطة العالمية لركوب الأمواج (الإنجليزية)
- كوكو هو على موقع EncyclopediaOfSurfing.com (الإنجليزية)